# Jouy-sur-Morin
Jouy-sur-Morin település Franciaországban, Seine-et-Marne megyében. Lakosainak száma 2221 fő (2022. január 1.). Jouy-sur-Morin Saint-Léger, Chartronges, Saint-Rémy-de-la-Vanne, Choisy-en-Brie és La Ferté-Gaucher községekkel határos.

## Népesség
A település népességének változása:
| Lakosok száma | 2157 | 2104 | 2137 | 2096 | 2129 | 2171 | 2212 | 2212 | 2221 |
|               | 2013 | 2015 | 2016 | 2017 | 2018 | 2019 | 2020 | 2021 | 2022 |